# NTP
NTP (англ. Network Time Protocol — протокол сетевого времени) — сетевой протокол для синхронизации внутренних часов компьютера с использованием сетей с переменной латентностью. Протокол был разработан Дэвидом Л. Миллсом, профессором Делавэрского университета, в 1985 году. Версия на 2015 год — NTPv4.
NTP, основанный на алгоритме Марзулло, использует для своей работы протокол UDP и учитывает время передачи. Система NTP чрезвычайно устойчива к изменениям латентности среды передачи. В версии 4 способен достигать точности 10 мс (1/100 с) при работе через Интернет, и до 0,2 мс (1/5000 с) и лучше внутри локальных сетей.
Наиболее широкое применение протокол NTP находит для синхронизации серверов точного времени. Для достижения максимальной точности предпочтительна постоянная работа программного обеспечения NTP в режиме системной службы. В семействе операционных систем Microsoft Windows — это служба W32Time, в UNIX-подобных системах — демон Ntpd или chronyd.
Более простая реализация этого алгоритма известна как SNTP — простой протокол сетевого времени. Используется во встраиваемых системах и устройствах, не требующих высокой точности, а также в пользовательских программах точного времени.

## Структура пакета
Структура пакета описана в RFC 5905. Пакет состоит из целого числа 32-битных слов.
Данные в заголовке будут отличаться для различных режимов работы. Например, клиент в поля часовой слой, идентификатор источника, начальное время и время приёма должен записать нули.

### Заголовок
| Отступ | Октет | 0                       | 0                       | 0                       | 0                       | 0                       | 0                       | 0                       | 0                       | 1                       | 1                       | 1                       | 1                       | 1                       | 1                       | 1                       | 1                       | 2                       | 2                       | 2                       | 2                       | 2                       | 2                       | 2                       | 2                       | 3                       | 3                       | 3                       | 3                       | 3                       | 3                       | 3                       | 3                       |
| Октет  | Бит   | 0                       | 1                       | 2                       | 3                       | 4                       | 5                       | 6                       | 7                       | 8                       | 9                       | 10                      | 11                      | 12                      | 13                      | 14                      | 15                      | 16                      | 17                      | 18                      | 19                      | 20                      | 21                      | 22                      | 23                      | 24                      | 25                      | 26                      | 27                      | 28                      | 29                      | 30                      | 31                      |
| ------ | ----- | ----------------------- | ----------------------- | ----------------------- | ----------------------- | ----------------------- | ----------------------- | ----------------------- | ----------------------- | ----------------------- | ----------------------- | ----------------------- | ----------------------- | ----------------------- | ----------------------- | ----------------------- | ----------------------- | ----------------------- | ----------------------- | ----------------------- | ----------------------- | ----------------------- | ----------------------- | ----------------------- | ----------------------- | ----------------------- | ----------------------- | ----------------------- | ----------------------- | ----------------------- | ----------------------- | ----------------------- | ----------------------- |
| 0      | 0     | ИК                      | ИК                      | Версия                  | Версия                  | Версия                  | Режим                   | Режим                   | Режим                   | Часовой слой            | Часовой слой            | Часовой слой            | Часовой слой            | Часовой слой            | Часовой слой            | Часовой слой            | Часовой слой            | Интервал опроса         | Интервал опроса         | Интервал опроса         | Интервал опроса         | Интервал опроса         | Интервал опроса         | Интервал опроса         | Интервал опроса         | Точность                | Точность                | Точность                | Точность                | Точность                | Точность                | Точность                | Точность                |
| 4      | 32    | Задержка                | Задержка                | Задержка                | Задержка                | Задержка                | Задержка                | Задержка                | Задержка                | Задержка                | Задержка                | Задержка                | Задержка                | Задержка                | Задержка                | Задержка                | Задержка                | Задержка                | Задержка                | Задержка                | Задержка                | Задержка                | Задержка                | Задержка                | Задержка                | Задержка                | Задержка                | Задержка                | Задержка                | Задержка                | Задержка                | Задержка                | Задержка                |
| 8      | 64    | Дисперсия               | Дисперсия               | Дисперсия               | Дисперсия               | Дисперсия               | Дисперсия               | Дисперсия               | Дисперсия               | Дисперсия               | Дисперсия               | Дисперсия               | Дисперсия               | Дисперсия               | Дисперсия               | Дисперсия               | Дисперсия               | Дисперсия               | Дисперсия               | Дисперсия               | Дисперсия               | Дисперсия               | Дисперсия               | Дисперсия               | Дисперсия               | Дисперсия               | Дисперсия               | Дисперсия               | Дисперсия               | Дисперсия               | Дисперсия               | Дисперсия               | Дисперсия               |
| 12     | 96    | Идентификатор источника | Идентификатор источника | Идентификатор источника | Идентификатор источника | Идентификатор источника | Идентификатор источника | Идентификатор источника | Идентификатор источника | Идентификатор источника | Идентификатор источника | Идентификатор источника | Идентификатор источника | Идентификатор источника | Идентификатор источника | Идентификатор источника | Идентификатор источника | Идентификатор источника | Идентификатор источника | Идентификатор источника | Идентификатор источника | Идентификатор источника | Идентификатор источника | Идентификатор источника | Идентификатор источника | Идентификатор источника | Идентификатор источника | Идентификатор источника | Идентификатор источника | Идентификатор источника | Идентификатор источника | Идентификатор источника | Идентификатор источника |
| 16     | 128   | Время обновления        | Время обновления        | Время обновления        | Время обновления        | Время обновления        | Время обновления        | Время обновления        | Время обновления        | Время обновления        | Время обновления        | Время обновления        | Время обновления        | Время обновления        | Время обновления        | Время обновления        | Время обновления        | Время обновления        | Время обновления        | Время обновления        | Время обновления        | Время обновления        | Время обновления        | Время обновления        | Время обновления        | Время обновления        | Время обновления        | Время обновления        | Время обновления        | Время обновления        | Время обновления        | Время обновления        | Время обновления        |
| 20     | 160   | Время обновления        | Время обновления        | Время обновления        | Время обновления        | Время обновления        | Время обновления        | Время обновления        | Время обновления        | Время обновления        | Время обновления        | Время обновления        | Время обновления        | Время обновления        | Время обновления        | Время обновления        | Время обновления        | Время обновления        | Время обновления        | Время обновления        | Время обновления        | Время обновления        | Время обновления        | Время обновления        | Время обновления        | Время обновления        | Время обновления        | Время обновления        | Время обновления        | Время обновления        | Время обновления        | Время обновления        | Время обновления        |
| 24     | 192   | Начальное время         | Начальное время         | Начальное время         | Начальное время         | Начальное время         | Начальное время         | Начальное время         | Начальное время         | Начальное время         | Начальное время         | Начальное время         | Начальное время         | Начальное время         | Начальное время         | Начальное время         | Начальное время         | Начальное время         | Начальное время         | Начальное время         | Начальное время         | Начальное время         | Начальное время         | Начальное время         | Начальное время         | Начальное время         | Начальное время         | Начальное время         | Начальное время         | Начальное время         | Начальное время         | Начальное время         | Начальное время         |
| 28     | 224   | Начальное время         | Начальное время         | Начальное время         | Начальное время         | Начальное время         | Начальное время         | Начальное время         | Начальное время         | Начальное время         | Начальное время         | Начальное время         | Начальное время         | Начальное время         | Начальное время         | Начальное время         | Начальное время         | Начальное время         | Начальное время         | Начальное время         | Начальное время         | Начальное время         | Начальное время         | Начальное время         | Начальное время         | Начальное время         | Начальное время         | Начальное время         | Начальное время         | Начальное время         | Начальное время         | Начальное время         | Начальное время         |
| 32     | 256   | Время приёма            | Время приёма            | Время приёма            | Время приёма            | Время приёма            | Время приёма            | Время приёма            | Время приёма            | Время приёма            | Время приёма            | Время приёма            | Время приёма            | Время приёма            | Время приёма            | Время приёма            | Время приёма            | Время приёма            | Время приёма            | Время приёма            | Время приёма            | Время приёма            | Время приёма            | Время приёма            | Время приёма            | Время приёма            | Время приёма            | Время приёма            | Время приёма            | Время приёма            | Время приёма            | Время приёма            | Время приёма            |
| 36     | 288   | Время приёма            | Время приёма            | Время приёма            | Время приёма            | Время приёма            | Время приёма            | Время приёма            | Время приёма            | Время приёма            | Время приёма            | Время приёма            | Время приёма            | Время приёма            | Время приёма            | Время приёма            | Время приёма            | Время приёма            | Время приёма            | Время приёма            | Время приёма            | Время приёма            | Время приёма            | Время приёма            | Время приёма            | Время приёма            | Время приёма            | Время приёма            | Время приёма            | Время приёма            | Время приёма            | Время приёма            | Время приёма            |
| 40     | 320   | Время отправки          | Время отправки          | Время отправки          | Время отправки          | Время отправки          | Время отправки          | Время отправки          | Время отправки          | Время отправки          | Время отправки          | Время отправки          | Время отправки          | Время отправки          | Время отправки          | Время отправки          | Время отправки          | Время отправки          | Время отправки          | Время отправки          | Время отправки          | Время отправки          | Время отправки          | Время отправки          | Время отправки          | Время отправки          | Время отправки          | Время отправки          | Время отправки          | Время отправки          | Время отправки          | Время отправки          | Время отправки          |
| 44     | 352   | Время отправки          | Время отправки          | Время отправки          | Время отправки          | Время отправки          | Время отправки          | Время отправки          | Время отправки          | Время отправки          | Время отправки          | Время отправки          | Время отправки          | Время отправки          | Время отправки          | Время отправки          | Время отправки          | Время отправки          | Время отправки          | Время отправки          | Время отправки          | Время отправки          | Время отправки          | Время отправки          | Время отправки          | Время отправки          | Время отправки          | Время отправки          | Время отправки          | Время отправки          | Время отправки          | Время отправки          | Время отправки          |

#### Индикатор коррекции

Пример синхронизации времени, используя NTP

Длина — 2 бита, от англ. Leap Indicator.
Целое число, показывающее предупреждение о секунде координации.
| Значение | Описание                                 |
| -------- | ---------------------------------------- |
| 0        | Нет предупреждения                       |
| 1        | Последняя минута дня содержит 61 секунду |
| 2        | Последняя минута дня содержит 59 секунд  |
| 3        | Неизвестно (время не синхронизировано)   |

#### Номер версии
Длина — 3 бита, от англ. Version Number.
Целое число, представляющее версию протокола.

#### Режим
Длина — 3 бита, от англ. Mode.
Целое число, представляющее режим. Значения представлены в таблице ниже.
| Значение | Описание                                   |
| -------- | ------------------------------------------ |
| 0        | Зарезервировано                            |
| 1        | Симметричный активный режим                |
| 2        | Симметричный пассивный режим               |
| 3        | Клиент                                     |
| 4        | Сервер                                     |
| 5        | Широковещательный режим                    |
| 6        | Контрольное сообщение NTP                  |
| 7        | Зарезервировано для частного использования |

#### Часовой слой
Длина — 8 бит, от англ. Stratum.
Целое число, представляющее часовой слой.
| Значение | Описание                           |
| -------- | ---------------------------------- |
| 0        | Не определено или недопустим       |
| 1        | Первичный сервер                   |
| 2-15     | Вторичный сервер, использующий NTP |
| 16       | Не синхронизировано                |
| 17-255   | Зарезервировано                    |

#### Интервал опроса
Длина — 8 бит, от англ. Poll.
Целое число со знаком, представляющее максимальный интервал между последовательными сообщениями. Значение равно двоичному логарифму секунд. Предлагаемые по умолчанию пределы на минимальные и максимальные опросы — 6 и 10, соответственно.

#### Точность
Длина — 8 бит, от англ. Precision.
Целое число со знаком, представляющее точность системных часов. Значение равно двоичному логарифму секунд. Например, значению −18 будет соответствовать точность около 1 мкс.

#### Задержка
Длина — 32 бита, от англ. Root Delay.
Общее время распространения сигнала в обе стороны в коротком формате NTP.

#### Дисперсия
Длина — 32 бита, от англ. Root Dispersion.
Общая дисперсия для источника времени в коротком формате NTP.

#### Идентификатор источника
Длина — 32 бита, от англ. Reference ID.
Код источника синхронизации. Зависит от значения в поле Часовой слой.
Для слоя 0 — это четыре ASCII символа, называемые «kiss code», используются для отладки и мониторинга. Смотри ниже
Для слоя 1 — это четыре октета ASCII символов, дополненные слева нулями, назначенные для опорного времени. В таблице ниже представлен список, поддерживаемый IANA.
| ID   | Источник                                                                   |
| ---- | -------------------------------------------------------------------------- |
| GOES | Геостационарный спутник системы экологического мониторинга и наблюдения    |
| GPS  | Система глобального позиционирования                                       |
| GAL  | Система местоопределения «Галилео»                                         |
| PPS  | Общий радиосигнал с длительностью импульса, равной 1 секунде[англ.]        |
| IRIG | Группа стандартизации в телеметрии[англ.], США                             |
| WWVB | Низкочастотный радиопередатчик, 60 кГц, Форт Коллинз[англ.], Колорадо, США |
| DCF  | Низкочастотный радиопередатчик, 77.5 кГц, DCF77, Майнфлинген, ФРГ          |
| HBG  | Низкочастотный радиопередатчик, 75 кГц, Прангинс[англ.], Швейцария         |
| MSF  | Низкочастотный радиопередатчик, 60 кГц, Антхорн[англ.], Великобритания     |
| JJY  | Низкочастотный радиопередатчик, 40 кГц, Фукусима, 60 кГц, Сага, Япония     |
| LORC | Среднечастотный радиопередатчик, 100 кГц, радионавигация, LORAN-C[англ.]   |
| TDF  | Среднечастотный радиопередатчик, 162 кГц, Аллоуис[англ.], Франция          |
| CHU  | Высокочастотный радиопередатчик, Оттава, Онтарио[англ.], Канада            |
| WWV  | Высокочастотный радиопередатчик, Форт Коллинз, Колорадо[англ.], США        |
| WWVH | Высокочастотный радиопередатчик, Кауаи, Гавайи[англ.], США                 |
| NIST | Телефонный модем Национального института стандартов и технологий США       |
| ACTS | Телефонный модем Национального института стандартов и технологий США       |
| USNO | Телефонный модем Национальной обсерватории США                             |
| PTB  | Телефонный модем Национального метрологического института Германии[англ.]  |
Для слоя 2 и выше — это идентификатор сервера и может быть использован для фиксирования временных петель. Если используется IPv4, то идентификатор представляет собой четыре октета IP адреса. Если используется IPv6, то это первые четыре октета MD5 хэша адреса. При использовании IPv6 адресов для сервера с NTPv4 и клиента с NTPv3 идентификатор может принимать случайное значение, из-за чего временные петли могут быть не зафиксированы.

#### Время обновления
Длина — 64 бита, от англ. Reference Timestamp.
Время, когда система последний раз устанавливала или корректировала время. Формат NTP.

#### Начальное время
Длина — 64 бита, от англ. Origin Timestamp.
Время клиента, когда запрос отправляется серверу. Формат NTP.

#### Время приёма
Длина — 64 бита, от англ. Receive Timestamp.
Время сервера, когда запрос приходит от клиента. Формат NTP.

#### Время отправки
Длина — 64 бита, от англ. Transmit Timestamp.
Время сервера, когда запрос отправляется клиенту. Формат NTP.

### NTP-сообщение «Kiss-o'-Death»
Для слоя 0, который считается неопределённым или недопустимым, поле Идентификатор источника может использоваться для доставки сообщений, которые выполняют роль данных о состоянии системы и управления доступом. Такие сообщения называются «Kiss-o'-Death» (KoD), а доставляемые ими ASCII-данные называются «kiss codes» (коды «помощи»). Перечень принятых в настоящее время кодов «помощи» представлен в таблице ниже.
Получатели KoD-сообщений обязаны их проверить и выполнить следующие действия:
- При получении кодовых комбинаций DENY и RSTR клиент обязан разорвать виртуальные соединения с данным сервером времени и прекратить передачу сообщений этому серверу.
- При получении кодовой комбинации RATE клиент обязан незамедлительно снизить свой интервал опроса этого сервера и продолжать его уменьшать каждый раз при получении этой кодовой комбинации.
- При получении кодовой комбинации начинающейся с ASCII-символа Х, предназначенной для проведения экспериментальных исследований и последующих усовершенствований, она должна быть проигнорирована, если она не распознаётся.
- Все другие кодовые комбинации и KoD-сообщения, не определённые данным протоколом, уничтожаются после их поверки.

| Код  | Описание                                                                                             |
| ---- | --- |
| ACST | Виртуальное соединение установлено одноадресным сервером                                             |
| AUTH | Аутентификация сервером завершилась отказом                                                          |
| AUTO | Autokey-последовательность некорректна                                                               |
| BCST | Виртуальное соединение установлено широковещательным сервером                                        |
| CRYP | Криптографическая аутентификация или идентификация завершились отказом                               |
| DENY | Удалённый сервер отказал в доступе                                                                   |
| DROP | Потеря удаленного сервера времени в симметричном режиме                                              |
| RSTR | Отказ в доступе вследствие локальной стратегии безопасности                                          |
| INIT | Виртуальное соединение с первого раза не установлено                                                 |
| MCST | Виртуальное синхросоединение установлено динамически обнаруженным сервером                           |
| NKEY | Ключ не найден (либо он никогда ранее не загружался, либо он является ненадёжным)                    |
| RATE | Скорость превышена. Сервер временно запретил доступ, так как клиент превысил порог скорости          |
| RMOT | Изменение виртуального соединения со стороны удалённого IP-узла, использующего NTP-протокол напрямую |
| STEP | Произошла итерация по изменению системного времени, виртуальное синхросоединение не установлено      |

## Часовые слои

Жёлтые стрелки обозначают аппаратное соединение; красные стрелки обозначают сетевое соединение.

NTP использует иерархическую сеть, где каждый уровень имеет свой номер, называемый слой (англ. stratum). Слой 1 — первичные серверы, непосредственно синхронизирующиеся с национальными службами времени через спутник, радио или телефонный модем. Слой 2 — вторичные серверы, синхронизируются с первичными серверами, и т. д. Как правило, клиенты и серверы NTP с относительно небольшим числом клиентов не синхронизируется с первичными серверами. Существует несколько сотен общественных вторичных серверов, работающих на более высоких слоях. Они являются предпочтительным выбором.

## Формат времени
Время представляется в системе NTP 64-битным числом (8 байт), состоящим из 32-битного счётчика секунд и 32-битного счётчика долей секунды, позволяя передавать время в диапазоне 232 секунд, с теоретической точностью 2−32 секунды. Поскольку шкала времени в NTP повторяется каждые 232 секунды (136 лет), получатель должен хотя бы примерно знать текущее время (с точностью 68 лет). Также следует учитывать, что время отсчитывается с полуночи 1 января 1900 года, а не с 1970, поэтому из времени NTP нужно вычитать 70 лет (с учётом високосных лет), чтобы корректно совместить время с Windows или Unix-системами.
| Бит | 0       | 1       | 2       | 3       | 4       | 5       | 6       | 7       | 8       | 9       | 10      | 11      | 12      | 13      | 14      | 15      | 16          | 17          | 18          | 19          | 20          | 21          | 22          | 23          | 24          | 25          | 26          | 27          | 28          | 29          | 30          | 31          |
| --- | ------- | ------- | ------- | ------- | ------- | ------- | ------- | ------- | ------- | ------- | ------- | ------- | ------- | ------- | ------- | ------- | ----------- | ----------- | ----------- | ----------- | ----------- | ----------- | ----------- | ----------- | ----------- | ----------- | ----------- | ----------- | ----------- | ----------- | ----------- | ----------- |
| 0   | Секунды | Секунды | Секунды | Секунды | Секунды | Секунды | Секунды | Секунды | Секунды | Секунды | Секунды | Секунды | Секунды | Секунды | Секунды | Секунды | Доли секунд | Доли секунд | Доли секунд | Доли секунд | Доли секунд | Доли секунд | Доли секунд | Доли секунд | Доли секунд | Доли секунд | Доли секунд | Доли секунд | Доли секунд | Доли секунд | Доли секунд | Доли секунд |

| Бит | 0           | 1           | 2           | 3           | 4           | 5           | 6           | 7           | 8           | 9           | 10          | 11          | 12          | 13          | 14          | 15          | 16          | 17          | 18          | 19          | 20          | 21          | 22          | 23          | 24          | 25          | 26          | 27          | 28          | 29          | 30          | 31          |
| --- | ----------- | ----------- | ----------- | ----------- | ----------- | ----------- | ----------- | ----------- | ----------- | ----------- | ----------- | ----------- | ----------- | ----------- | ----------- | ----------- | ----------- | ----------- | ----------- | ----------- | ----------- | ----------- | ----------- | ----------- | ----------- | ----------- | ----------- | ----------- | ----------- | ----------- | ----------- | ----------- |
| 0   | Секунды     | Секунды     | Секунды     | Секунды     | Секунды     | Секунды     | Секунды     | Секунды     | Секунды     | Секунды     | Секунды     | Секунды     | Секунды     | Секунды     | Секунды     | Секунды     | Секунды     | Секунды     | Секунды     | Секунды     | Секунды     | Секунды     | Секунды     | Секунды     | Секунды     | Секунды     | Секунды     | Секунды     | Секунды     | Секунды     | Секунды     | Секунды     |
| 4   | Доли секунд | Доли секунд | Доли секунд | Доли секунд | Доли секунд | Доли секунд | Доли секунд | Доли секунд | Доли секунд | Доли секунд | Доли секунд | Доли секунд | Доли секунд | Доли секунд | Доли секунд | Доли секунд | Доли секунд | Доли секунд | Доли секунд | Доли секунд | Доли секунд | Доли секунд | Доли секунд | Доли секунд | Доли секунд | Доли секунд | Доли секунд | Доли секунд | Доли секунд | Доли секунд | Доли секунд | Доли секунд |

| Бит | 0          | 1          | 2          | 3          | 4          | 5          | 6          | 7          | 8          | 9          | 10         | 11         | 12         | 13         | 14         | 15         | 16         | 17         | 18         | 19         | 20         | 21         | 22         | 23         | 24         | 25         | 26         | 27         | 28         | 29         | 30         | 31         |
| --- | ---------- | ---------- | ---------- | ---------- | ---------- | ---------- | ---------- | ---------- | ---------- | ---------- | ---------- | ---------- | ---------- | ---------- | ---------- | ---------- | ---------- | ---------- | ---------- | ---------- | ---------- | ---------- | ---------- | ---------- | ---------- | ---------- | ---------- | ---------- | ---------- | ---------- | ---------- | ---------- |
| 0   | Номер эры  | Номер эры  | Номер эры  | Номер эры  | Номер эры  | Номер эры  | Номер эры  | Номер эры  | Номер эры  | Номер эры  | Номер эры  | Номер эры  | Номер эры  | Номер эры  | Номер эры  | Номер эры  | Номер эры  | Номер эры  | Номер эры  | Номер эры  | Номер эры  | Номер эры  | Номер эры  | Номер эры  | Номер эры  | Номер эры  | Номер эры  | Номер эры  | Номер эры  | Номер эры  | Номер эры  | Номер эры  |
| 4   | Отступ эры | Отступ эры | Отступ эры | Отступ эры | Отступ эры | Отступ эры | Отступ эры | Отступ эры | Отступ эры | Отступ эры | Отступ эры | Отступ эры | Отступ эры | Отступ эры | Отступ эры | Отступ эры | Отступ эры | Отступ эры | Отступ эры | Отступ эры | Отступ эры | Отступ эры | Отступ эры | Отступ эры | Отступ эры | Отступ эры | Отступ эры | Отступ эры | Отступ эры | Отступ эры | Отступ эры | Отступ эры |
| 8   | Доли       | Доли       | Доли       | Доли       | Доли       | Доли       | Доли       | Доли       | Доли       | Доли       | Доли       | Доли       | Доли       | Доли       | Доли       | Доли       | Доли       | Доли       | Доли       | Доли       | Доли       | Доли       | Доли       | Доли       | Доли       | Доли       | Доли       | Доли       | Доли       | Доли       | Доли       | Доли       |
| 12  | Доли       | Доли       | Доли       | Доли       | Доли       | Доли       | Доли       | Доли       | Доли       | Доли       | Доли       | Доли       | Доли       | Доли       | Доли       | Доли       | Доли       | Доли       | Доли       | Доли       | Доли       | Доли       | Доли       | Доли       | Доли       | Доли       | Доли       | Доли       | Доли       | Доли       | Доли       | Доли       |

## Заметки
1. ↑  От «Kiss of Death», что в переводе значит «последний удар» или «последняя попытка».